# René Bo Hansen
René Bo Hansen (ur. 19 grudnia 1952 Kopenhadze, w dzielnicy Frederiksberg) – duński reżyser i scenarzysta. Hansen jest autorem wielu filmów dokumentalnych, m.in. o tematyce mongolskiej. Realizował również filmy dla telewizji szwedzkiej i norweskiej.  W latach 1990–1993 pełnił funkcję dyrektora audiowizualnego współpracującego z organizacją Danish International Development Agency (DANIDA). W Polsce emitowany był wyreżyserowany przez niego duńsko-niemiecko-szwedzki dramat familijny Syn łowcy orłów.

## Filmografia[1][2][3]
- 1981: Forgotten War (dokumentalny)
- From the Dark to the Light (dokumentalny)
- Children of the West Wind (dokumentalny)
- Street Children in Mongolia (dokumentalny)
- 2002: Miga's rejse (krótkometrażowy — reżyser, scenarzysta i operator filmowy)
- 2005: Pas På Nerverne (dokumentalny — reżyser, scenarzysta i operator filmowy)
- 2009: Syn łowcy orłów (familijny — reżyser i scenarzysta)
- 2009: Så himla annorlunda (krótkometrażowy — reżyser)